# Leienkreuz
Leienkreuz ist ein Ortsteil von Seelscheid in der Gemeinde Neunkirchen-Seelscheid im Rhein-Sieg-Kreis. 

## Lage
Der ehemals eigenständige Ort Leienkreuz liegt an der Bundesstraße 56 am Abzweig nach Stein. 

## Geschichte
1830 hatte Leyenkreuz sechs Einwohner. 1845 hatte der Hof vier katholische Einwohner in einem Haus. 1888 gab es acht Bewohner in zwei Häusern.
1910 wohnten hier die Familien Handelsmann Johann Fischer, Hufschmied Wilhelm Fischer, Spezereihändler Franz Franken, die Witwen Philipp Laufenberg und Peter Schöneshöfer (ohne Gewerb), Stellmacher Wilhelm Schneider sowie Briefträger Peter Josef Weber.
Die Siedlung gehörte bis 1969 zur Gemeinde Seelscheid.